# Jastrun górski
Jastrun górski (Leucanthemum adustum (W.D.J.Koch) Gremli) – gatunek rośliny z rodziny astrowatych. Obszar jego występowania obejmuje środkową Europę (od Francji po Ukrainę, od Szwecji po Włochy i Albanię). W Polsce jest znany z nielicznych stanowisk w południowo-wschodniej części kraju – z Wyżyny Lubelskiej i okolic Przemyśla. W szerokim ujęciu gatunku jastrun właściwy L. vulgare włączany do niego w randze podgatunku.

## Morfologia

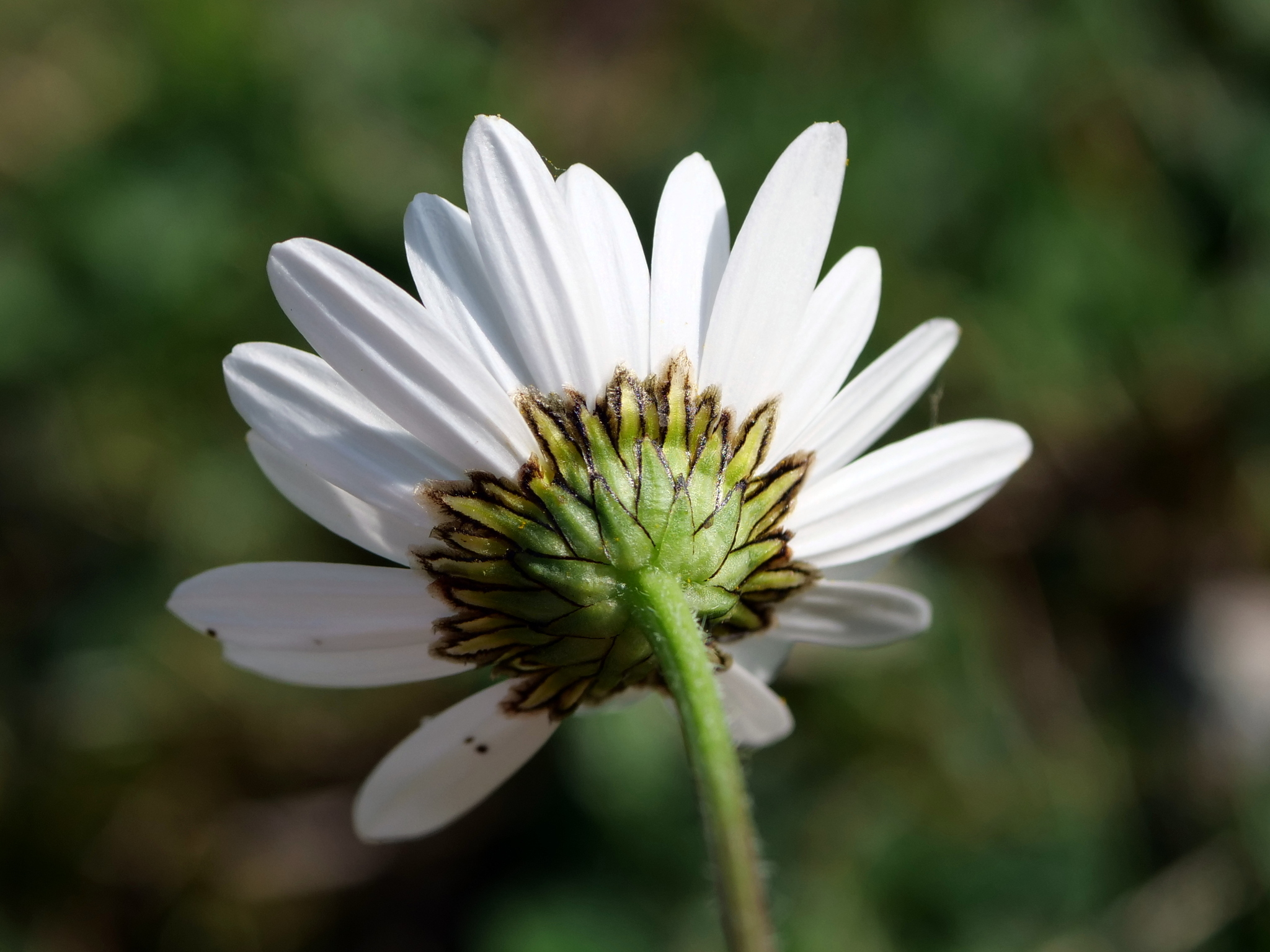
Koszyczek od spodu

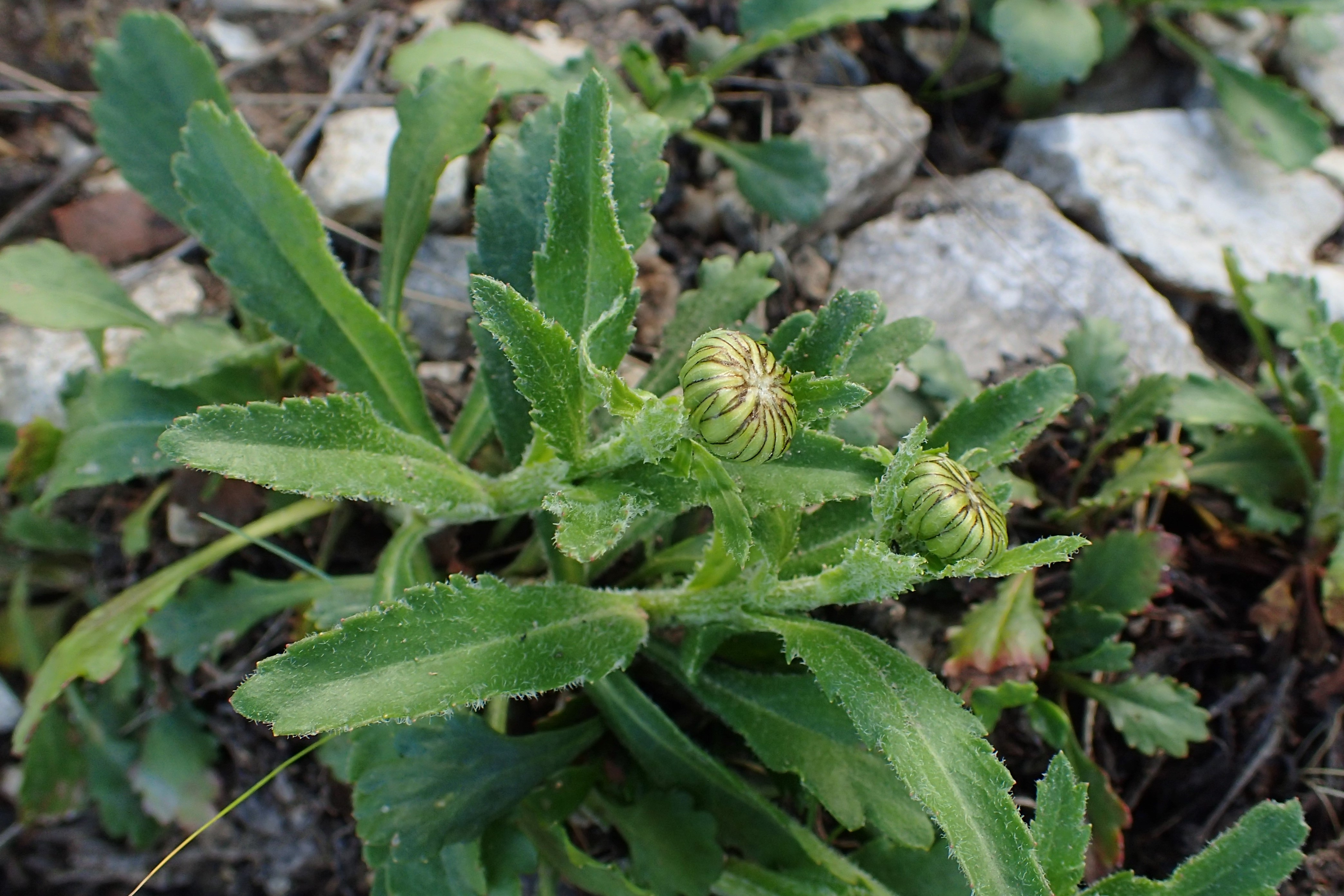
Liście i pąki kwiatostanowe

PokrójRoślina zielna o mocnej, zwykle nierozgałęzionej łodydze osiągającej do 80 cm wysokości, zwłaszcza w dole mocno owłosionej, ulistnionej tylko w dolnej połowie.
LiścieNajniższe liście podługowate, zwężone w długi ogonek. Średnie liście lancetowate, zaokrąglone lub zaostrzone, u nasady słabo zwężone, siedzące, nie obejmujące uszkowato łodygi, regularnie wzdłuż brzegu karbowane lub piłkowane. Najwyższe liście coraz mniejsze i węższe, w końcu też całobrzegie.
KwiatyZebrane w powstające pojedynczo na szczycie łodyg koszyczki o średnicy 4–6 cm. Okrywa naga, płasko półkulista, z listkami wąsko, ciemnobrunatno obrzeżonymi, ułożonymi dachówkowato. Kwiaty języczkowate białe, a rurkowate złocistożółte.
OwoceJednonasienne niełupki o długości 2,5–3,5 mm, bez rąbka kielichowego lub ze szczątkowym rąbkiem w owocach powstających z kwiatów brzeżnych.

## Biologia i ekologia
Bylina, hemikryptofit. Kwitnie od maja do lipca. Rośnie w suchych murawach i zaroślach. 